# Lille fregatfugl
Lille fregatfugl (Fregata ariel) er en af fem arter af fregatfugle.